# Giải bóng đá Vô địch U-15 Quốc gia 2023
Giải bóng đá vô địch U-15 quốc gia 2023 là mùa giải thứ 24 của giải bóng đá U-15 quốc gia do Liên đoàn bóng đá Việt Nam (VFF) tổ chức. Đây là giải đấu dành cho các cầu thủ từ 14 đến 15 tuổi (Sinh từ ngày 1/1/2008 tới ngày 31/12/2009).

## Vòng loại
Vòng loại giải bóng đá vô địch U-15 quốc gia 2023 gồm 22 đội chia thành 5 bảng (3 bảng 5 đội và 2 bảng 6 đội) thi đấu vòng tròn 2 lượt. 12 đội bao gồm đội chủ nhà, 10 đội nhất nhì của 5 bảng và đội xếp thứ 3 có thành tích tốt nhất sẽ giành quyền tham dự vòng chung kết. 
| Đội | Tư cách qua vòng loại                |
| --- | ------------------------------------ |
|     | Chủ nhà                              |
|     | Nhất bảng A                          |
|     | Nhất bảng B                          |
|     | Nhất bảng C                          |
|     | Nhất bảng D                          |
|     | Nhất bảng E                          |
|     | Nhì bảng A                           |
|     | Nhì bảng B                           |
|     | Nhì bảng C                           |
|     | Nhì bảng D                           |
|     | Nhì bảng E                           |
|     | Đội xếp thứ 3 có thành tích tốt nhất |